# Ischnosoma involutum
Ischnosoma involutum (лат.) — вид жуков-стафилинид рода Ischnosoma из подсемейства Mycetoporinae.

## Распространение
Китай (Yunnan).

## Описание
Мелкие коротконадкрылые жуки. Длина тела до 4,15 мм. Усики около 2 мм. Ширина головы до 0,59 мм. Основная окраска черно-коричневая (ноги светлее, желтовато-коричневые). Ischnosoma involutum включён в видовую группу I. pictum species group. Вид был впервые описан в 2016 году чешским энтомологом Matúš Kocian (Department of Ecology, Faculty of Environmental Sciences, Чешский агротехнический университет, Прага, Чехия) и Michael Schülke (Музей естествознания, Leibniz Institute for Research on Evolution and Biodiversity при Берлинском университете имени Гумбольдта, Берлин, Германия).